# Фатх Али-хан Амир-Низам
Фатх Али-хан Амир-Низам (азерб. Fətəli xan Əmir-nizam; 1760—1832) — хан Тебризе (1806—1829).

## Биография
Фатх Али-хан  родился около 1760 года в ханской семье. Отец его  Гидаят-Уллах-хан родился в 1728 году в городе Фуман в семье гилянского хана Ага Камал Фумани. Был ханом Гиляна (1748 — 1802).
В 1797 году Фатх Али-хан  по приказу Фетх Али-шах Каджара был назначен помощником губернатора (бейлербейи) Тебриза. Тогда губернатором был Ахмед-хан Мукаддам. После 1805 года по приказу Аббас-Мирзы стал губернатором Азербайджана.
В 1806 году французский ориенталист, дипломат и путешественник, П.Жобер описал Фатх Али-хана как интеллигентного властителя Тебриза в котором французский посол и его окружение оставались во время их визита к крон-принцу Аббасу Мирзе.
В заметке «О Гилани» (1827) Грибоедов так его характеризует: «Воспитан при шахском дворе; но он и два сына его и все его семейство привержены к России чрезвычайно. Я это испытал во время моего пребывания в Персии. Это один дом, с которым мы были точно дружны». 16.7.1819 году помечает в путевых записках: «Поэт Фетх Али-хан, лет около 60, кротость в обращении, приятность лица, тихий голос, любит рассказывать. Шах за одну оду положил ему горсть бриллиантов в рот». Г. 3.5.1820 сообщает: «Третьего дни на Фет Али-хана петлю накинули, и уже фарраши готовились затянуть, но пророчествующий в Магомете Пиш-Намаз спас будущего удавленника и укротил гнев Шахзады, который за то взбесился, что хлеб дорог. Скупщики всякого жита каймакам и визирь, а Фетх Али-хана давят. Фетх Али-хан в свою очередь, чтоб дешевле продавалась насущная пища, пошел всех бить на базаре, и именно тех, у которых ни ломтя нет хлеба. При таких обширных и мудрых мерах государственного хозяйства отдыхает наблюдатель, которому тошнит от их дел с нами, от наших с ними… резьба из вишневой косточки».
В 1829 году Фатх Али-хан был назначен Фатх Али-шахом Каджаром главнокомандующим, а через некоторое время — военным министром.
Фатх Али-хан Амир-Низам скончался в 1832 году в г. Тебризе.